# Jakubovo protoevangelium

Giotto: Zvěstování svaté Anně

Původně Narození Mariino, později podle apoštola Jakuba Protoevangelium Jakubovo nebo Evangelium svatého Jakuba je apokryfní spis z 2. století, který pojednává o životě Marie, matky Ježíše Krista. Jedná se o nejstarší pokus o životopis, který však není uznán za součást kanonického Nového zákona, zejména pro nesoulad s kanonickými evangelii, pozdější vznik a četné chyby způsobené neznalostí židovského prostředí, zbožnosti a života na začátku letopočtu.

## Historie evangelia
Poprvé text evangelia vydal v latinském překladu francouzský humanista Guillaume Postel v roce 1552. Od něj též pochází konvenční název, založený na údajném autorství Jakuba mladšího, Ježíšova bratra. Datace vzniku je nejasná, autorem jistě nebyl Žid, pro čež svědčí neobeznámenost s judskou realitou (nejistota o poloze Betléma, výchova dívek v jeruzalémském chrámu atd.). Nepopiratelně se evangelium váže na Lukášovo a Matoušovo evangelium, o jejichž podrobné znalosti spis svědčí.
Je tedy možné že evangelium pochází částečně z druhého století, z větší části však zřejmě z doby mariologických diskusí v 5. století.

## Charakteristika textu
Text má 25 kapitol. Je to první spis, kde se (v rozporu s kanonickými evangelii) objevují jako Mariini rodiče svatá Anna a svatý Jáchym, podrobně se zabývá také Mariiným narozením a poněkud obskurním důkazem o jejím panenství po porodu (20. kapitola apokryfu). Řadí se k evangeliím dětství.
Na Mariin život se soustředí až do příchodu a klanění mudrců narozenému Ježíši. Podle tohoto apokryfu byla Marie dcerou Jáchyma a neplodné Anny a od útlého dětství byla vychovávána v chrámu Páně jako holubice a svěřena starému vdovci Josefovi, který byl pro to vylosován. Za účelem Mariiny glorifikace je její panenství, a to i po porodu, v tomto apokryfu potvrzeno porodní bábou Salome.
Vnitřně není text jednotný, skládá se ze tří odlišných částí
1. Mariin příběh (kapitola 1-18)
2. Josefův apokryf (kapitola 18-21), kde se líčí detaily Ježíšova narození
3. Zachariášův apokryf (kapitoly 22-25), kde se líčí detaily Zachariášovy smrti.[1]